# Équipe du Maroc féminine de futsal
Cet article traite de l'équipe féminine. Pour l'équipe masculine, voir Équipe du Maroc de futsal masculine.
Maillots
L'équipe du Maroc féminine de futsal est constituée d'une sélection des meilleures joueuses marocaines de futsal sous l'égide de la Fédération royale marocaine de football.

## Histoire

### Début officieux (2002)
En 2002, Hassan Rhouila organise les premières équipes marocaines féminines de futsal et met en place un championnat national officieux, unique sur le continent à cette époque. Il supervise également l’Ajax Kénitra, dont la section masculine représente déjà le Maroc dans divers tournois internationaux durant les années 1990[réf. nécessaire].
Toujours en 2002, il étend son action à la section féminine de l’Ajax Kénitra : sous son encadrement, l’équipe remporte le premier titre national de futsal féminin au Maroc. Ce succès, notamment aux Jeux scolaires de Laâyoune en format à sept, l’encourage à promouvoir plus largement cette discipline chez les jeunes filles, dans le but de créer une équipe nationale marocaine féminine officielle[réf. nécessaire].
Cependant, pendant plus d’une décennie, la sélection nationale féminine de futsal demeure dépourvue de toute structure officielle reconnue par la FIFA ou par l’AMF.

### Mise en place officielle avec Hassan Rhouila (2021-2023)
La sélection marocaine féminine de futsal voit le jour au cours de l'année 2021, et ce dans la volonté de la FRMF présidée par Fouzi Lekjaa, de développer la discipline à l'instar de la sélection masculine, et dans le cadre du plan de développement du football féminin,.
Le Maroc, sous la houlette de Hassan Rhouila (sélectionneur de l'équipe nationale masculine en 2004 et 2008), dispute ses premiers matchs internationaux en mars 2022 contre l'équipe du Bahreïn lors d'une double confrontation amicale organisée à Manama. Succès pour une première sortie puisque les Marocaines remportent les deux rencontres,.
Certaines joueuses ont déjà été sélectionnées ou disputées des matchs officiels dans l'une des catégories de l'équipe nationale marocaine de football telles que Chirine Knaidil, Siham Tadlaoui, Meryem Hajri, ou encore Soumia Hady.
Fin juillet 2022, l'équipe nationale du Maroc reçoit son homologue de Thaïlande, parmi les équipes asiatiques les plus expérimentées, pour une double confrontation amicale à Rabat. Les Marocaines s'inclinent lors des deux rencontres.

### Avec l'Espagnole Sara Merino Ojeda (2023-2024)
Durant le mois de septembre 2023, la fédération se sépare du sélectionneur Hassan Rhouila pour recruter l'Espagnole Sara Merino Ojeda.
Dans le cadre des préparations aux qualifications pour Coupe du monde féminine de futsal, la sélection reçoit son homologue de l'Argentine (6e nation mondiale) pour une double confrontation amicale à Rabat les 17 et 18 mars 2024. Les Marocaines s'inclinent lors des deux manches. La première lourdement sur le score de 6 à 1, et la deuxième avec une défaite sur le fil, 5 buts à 4.

### Sous la houlette d'Adil Sayeh (depuis 2024)
Le 4 mai 2024, la FRMF nomme Adil Sayeh en tant que nouveau sélectionneur succédant ainsi à Sara Merino Ojeda.
Durant le mois de juin 2024, la sélection se déplace en Croatie pour disputer un tournoi international durant lequel elle affronte la Finlande et la Croatie. Les Marocaines s'inclinent face aux Finlandaises (4 buts à 2) et face aux Croates (4-3). Le Maroc termine à la 5e place après s'être imposée sur le Groenland en matchs de classement (11-4 puis 7-5).
Après cette tournée en Croatie, le Maroc est invitée au Brésil pendant le mois d'août pour disputer un tournoi international dans la ville de Xanxerê qui voit la participation du pays organisateur, du Paraguay et de l'Argentine. En difficulté, les Marocaines finissent quatrièmes du tournoi après quatre défaites en autant de matchs,.

#### Coupe d'Afrique des nations 2025: le Maroc sacré

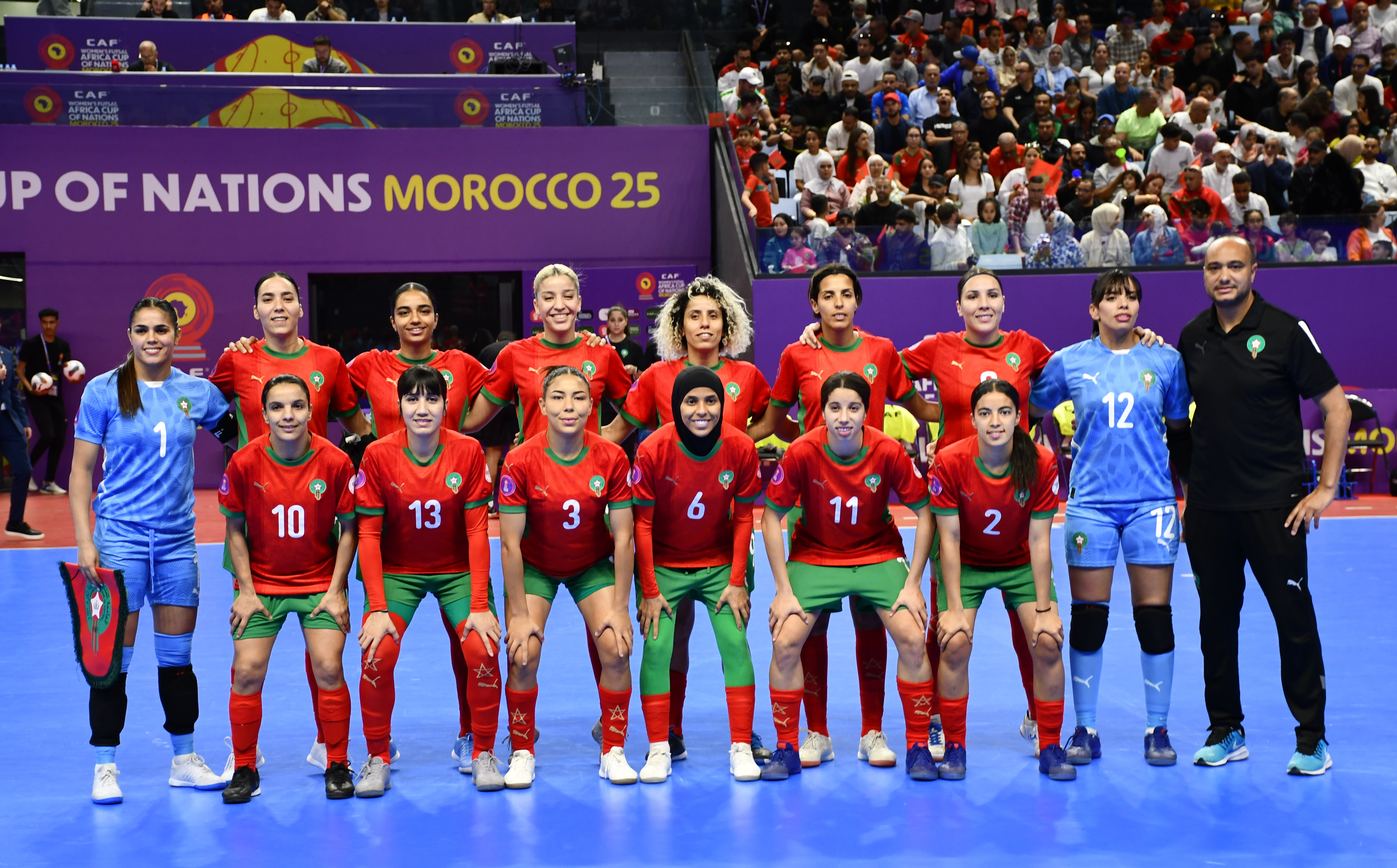
L'équipe du Maroc durant la finale de la Coupe d'Afrique des nations féminine de futsal 2025.

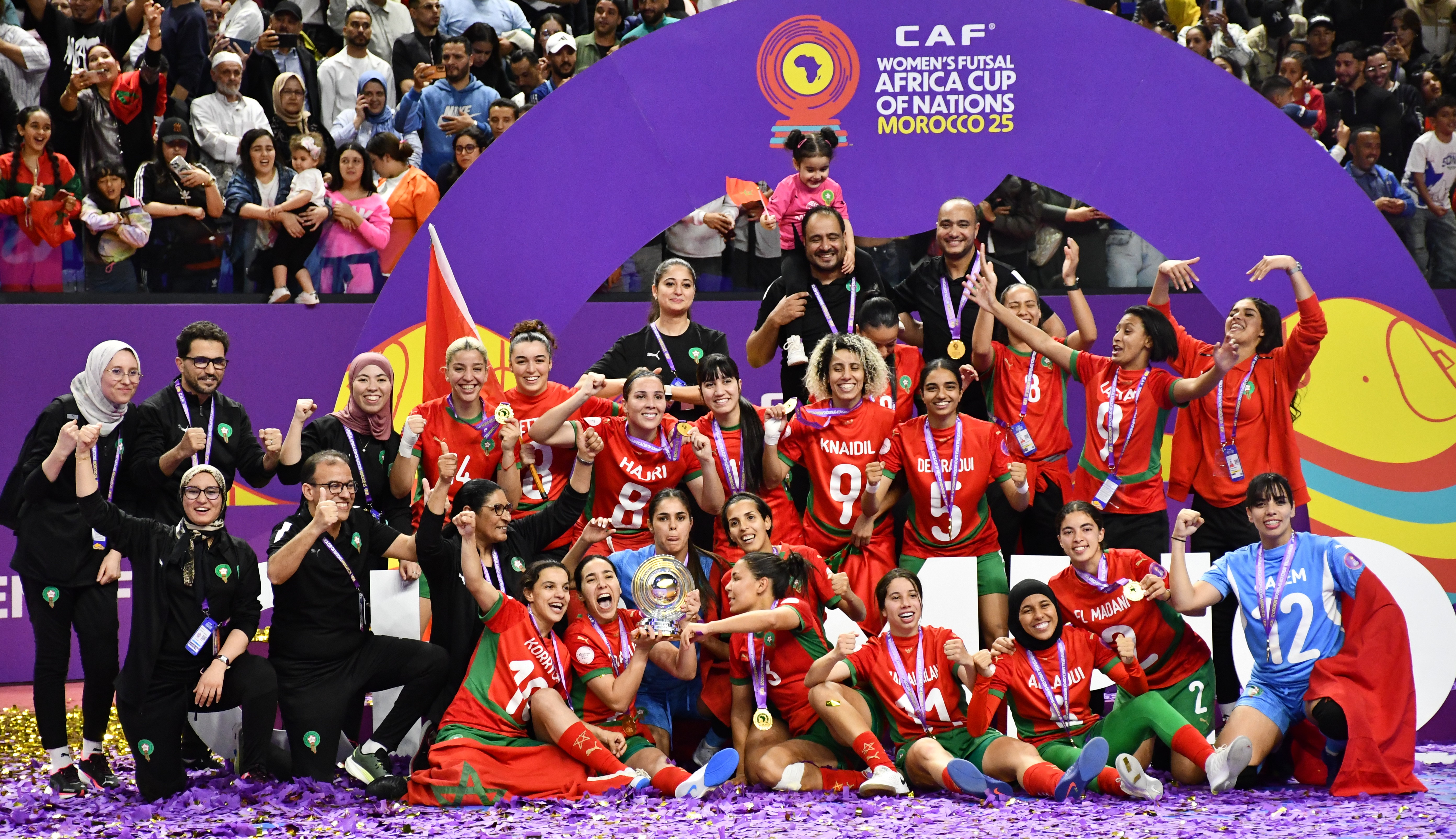
L'équipe nationale célébrant le trophée continental.

Le mois qui suit, l'équipe nationale se déplace à Madrid pour affronter l'Espagne dans une double confrontation amicale les 10 et 11 septembre. Le Maroc perd les deux matchs. La première manche se termine sur le score de 10-1, la deuxième, 6-0,.
La sélection nationale débute l'année 2025 par deux matchs amicaux internationaux face à la Finlande, les 14 et 15 janvier 2025 au Complexe Mohammed VI. Si le Maroc perd la première manche (5-1), il remporte la deuxième avec un score de 4 buts à 3. Meryem Hajri inscrit l'unique but marocain lors du premier match. Les buteuses marocaines de la deuxième rencontre sont : Chirine Knaidil, Nadia Laftah, Malak Zaid Alkilani et Amal El Aoufi,. Le mois qui suit, l'équipe nationale se déplace à Vila do Conde au Portugal pour disputer deux matchs amicaux contre le Portugal et la Pologne respectivement les 11 et 12 février. Le Maroc s'incline lors des deux rencontres (4-0 face au Portugal et 6-0 face à la Pologne),.
Le 13 février 2025 se tient le tirage au sort de la toute première Coupe d'Afrique des nations féminine de futsal dont l'organisation a été confiée au Maroc du 22 au 30 avril 2025. La sélection marocaine hérite d'un groupe composé du Cameroun et de la Namibie.
Dans le cadre des préparations à la CAN 2025, le Maroc dispute une double confrontation amicale contre le Sénégal à la Salle Moulay Abdallah les 25 et 26 mars 2025. La sélection nationale qui affronte pour la première fois une équipe africaine remporte les deux rencontres. La première manche se termine par une victoire 13 à 0, tandis que la deuxième manche voit les Marocaines s'imposer 6 à 2,,. Quelques jours plus tard, la FIFA publie la mise à jour du classement mondial qui voit les Marocaines passer du 65e au 47e rang, soit un gain de 18 places.
Après s'être imposé face à la Namibie (8-1) et le Cameroun (7-1) en phase de groupe, le Maroc élimine l'Angola en demi-finale (5-1) et décroche ainsi sa qualification pour la Coupe du monde 2025. Les Marocaines remporte le tournoi après avoir vaincu les Tanzaniennes en finale (3-2),,,. Avec 5 réalisations, Doha El Madani termine meilleure buteuse de la compétition tandis que Jasmine Demraoui se voit décerner par la CAF le titre de meilleure joueuse du tournoi. 

#### Coupe du monde féminine 2025
Dans le cadre des préparations à la Coupe du monde 2025, la sélection marocaine voyage en Croatie pour participer à un tournoi international du 18 au 22 juin 2025 dans la ville de Poreč. Le Maroc termine troisième de ce tournoi après deux victoires contre la Croatie (3-2) et contre le Groenland (5-0) et deux défaites contre la Pologne (4-1) et la République tchèque (3-0). Jasmine Demraoui est nommée dans l'équipe-type du tournoi.

## Dernières rencontres disputées
Ci-dessous, les rencontres jouées par la sélection marocaine les six derniers mois.

## Effectif actuel
Les joueuses suivantes sont sélectionnées par Adil Sayeh pour disputer le tournoi international « Futsal Week » en Croatie et qui a lieu du 18 au 22 juin 2025.
| Nº | Nom                 | Date de naissance  | Club                  |
| 1  | Kawtar Bentaleb     | 13 février 1999    | FUS Rabat             |
| 12 | Chaimaa Aasem       | 30 octobre 1997    | Wydad AC              |
| 22 | Laila Jbili         | -                  | Raja Aïn Harrouda     |
| 2  | Doha El Madani      | 20 octobre 2005    | AS FAR                |
| 5  | Jasmine Demraoui    | 21 janvier 2004    | Besançon AF           |
| 6  | Kenza Allaoui       | 1er novembre 1999  | KFF Gramsh            |
| 7  | Siham Tadlaoui      | 26 janvier 1989    | Jawharat Najm Larache |
| 8  | Salma Miftah        | 19 janvier 1997    | Sporting Casablanca   |
| 9  | Rajae Lazaar        | 21 décembre 2003   | Wydad AC              |
| 10 | Drissia Korrych     | 30 janvier 1993    | RS Berkane            |
| 11 | Malak Zaid Alkilani | 3 mars 2004        | Wydad AC              |
| 13 | Nadia Laftah        | 14 janvier 1997    | Wydad AC              |
| 14 | Amal El Aoufi       | 1er septembre 1999 | Hilal Témara          |
| 15 | Meryem Hajri        | 14 septembre 1994  | Union Touarga         |
| 16 | Chirine Knaidil     | 19 février 1994    | FUS Rabat             |
| 17 | Chaymaa Mourtaji    | 8 décembre 1995    | AS FAR                |

## Les autres équipes

### Moins de 20 ans
Parmi les autres équipes, figure celle des moins de 20 ans.
Durant le mois de février 2024, la sélection part au Koweït pour affronter son homologue du Koweït dans une double confrontation amicale.
| 17 février 2024 | Koweït                              | 2-4   | Maroc -20 ans                                               |                       |                       |
|                 | Imane Al-Hayyi · Sheikha Al-Rabbane | (0-1) | Malak Samdi · Ines Gonzalez · Aya Khabbaz · Khadija Rachadi | Salle Al-Fatat Koweït | Salle Al-Fatat Koweït |
|                 | (rapport)                           |       |                                                             | Salle Al-Fatat Koweït | Salle Al-Fatat Koweït |

| 20 février 2024 | Koweït    | 2-2   | Maroc -20 ans                       |                       |                       |
|                 | ? · ?     | (0-2) | Malak Zaid Alkilani · Hiba Hamdaoui | Salle Al-Fatat Koweït | Salle Al-Fatat Koweït |
|                 | (rapport) |       |                                     | Salle Al-Fatat Koweït | Salle Al-Fatat Koweït |

#### Noyau actuel des - 20 ans
Les joueuses suivants ont été sélectionnés pour une double confrontation contre le Koweït, les 17 janvier et 20 février 2024 :
| Nr. | Po. | Nom                   | Club                     | Championnat     |
| -   | G   | Rokaya Saidi          | RAC Casablanca           | Division 2      |
| -   | G   | Imane Lotfi           | CSS Témara               | Division 1      |
| -   | M   | Malak Zaid Alkilani   | RAC Casablanca           | Division 2      |
| -   | M   | Aya Khabbaz           | RAC Casablanca           | Division 2      |
| -   | M   | Hiba Hamdaoui         | Étoiles de l'Avenir      | Division 2      |
| -   | M   | Malak Samdi           | Hilal Nador              | Division 2      |
| -   | M   | Salma Radi            | Jeunesse Espoir Ouezzane | Division 2      |
| -   | M   | Rajae Lazaar          | AGS Tanger               | Division 2      |
| -   | M   | Khadija Rachadi       | FUS Rabat                | Division 1      |
| -   | M   | Zineb Haddani         | Nasr Casablanca          | Division 2      |
| -   | M   | Farah Khattou         | RWDM Girls               | Interprovincial |
| -   | M   | Ines Gonzalez Jabbour | RWDM Girls               | Interprovincial |
| -   | M   | Dounia Mettioui       | RWDM Girls               | Interprovincial |
| -   | M   | Sarah Mejdoubi        | Standard de Liège        | D1 nationale    |